# Тсергонды
Тсерго́нды (эст. Tsergondõ), ранее также Церко́вка, Пере́днее Церко́вно, Тсерго́нде (эст. Tsergonde), Тсерко́нде(эст. Tserkonde), Тсерко́на (эст. Tserkona), Черќонде (эст. Tšerkonde) и Черко́нда (эст. Tšerkonda) — деревня в волости Сетомаа уезда Вырумаа, Эстония. Исторически относится к нулку Коолина.
До административной реформы местных самоуправлений Эстонии 2017 года входила в состав волости Меремяэ (упразднена).

## География и описание
Расположена в 26 километрах к востоку от уездного центра — города Выру — и в 22 километрах к юго-западу от волостного центра — посёлка Вярска. Высота над уровнем моря — 118 метров.
Климат умеренный. Официальный язык — эстонский. Почтовый индекс — 65345.

## Население
По данным переписи населения 2021 года, в Тсергонды насчитывалось 6 жителей, все — эстонцы.
По данным переписи населения 2011 года, в деревне также проживали 6 человек, все — эстонцы (сету в перечне национальностей выделены не были).
Численность населения деревни Тсергонды по данным переписей населения СССР и Департамента статистики Эстонии:
| Год  | 1959 | 1970 | 2000 | 2011 | 2017 | 2018 | 2019 | 2020 | 2021 |
| ---- | ---- | ---- | ---- | ---- | ---- | ---- | ---- | ---- | ---- |
| Чел. | 29   | ↘ 24 | ↘ 11 | ↘ 6  | ↗ 12 | ↘ 10 | ↘ 9  | ↘ 7  | ↘ 6  |

## История
В письменных источниках примерно 1561 года населённый пункт называется Переднее Церковно, примерно 1790 года — Церковная, 1859 года — Tshergona, 1882 года — Переднее Церковно (деревня, выселок), 1904 года — Tserkona, Пере́днее Церко́вно, 1922 года — Tserkonde, 1937 года — Tsergonde, 1938 года — Tšerkonda.
В XIX веке деревня входила в состав общины Уланово и относилась к Тайловскому приходу.
На военно-топографических картах Российской империи (1846–1867 годы), в состав которой входила Лифляндская губерния, деревня обозначена как Церковка.
В 1977–1997 годах Цергонды была частью деревни Уусвада (эст. Uusvada).

## Происхождение топонима
Русский топоним Переднее Церковно в народе означает «первая деревня в церковном приходе». Церковно означает «в принадлежности к церкви, относительно церкви», в переносном смысле также «величаво, красиво, прекрасно». Топоним Церковно встречается в основном в Белоруссии, в России есть также несколько деревень Церковное.

## Комментарии
1. ↑  Эстонские топонимы, оканчивающиеся на -а, не склоняются и не имеют женского рода (исключение — Нарва)[7].